# Grațiela Iordache
Grațiela Denisa Iordache (n. 27 mai 1965) este o politiciană română, membru al Parlamentului României.